# Erbalunga
Erbalunga is een oud dorp qua karakter (ingeschreven als een Site naturel classé) op Corsica, in de gemeente Brando in het Franse departement Haute-Corse, waar zich de Torra d'Erbalunga uit de 16e eeuw bevindt. Men vindt er de school, het stadhuis evenals het merendeel van de handelszaken van Brando. De kerk Saint-Érasme (patroonheilige van de zeelieden) heeft een barokke voorgevel. In de aan de kerk grenzende kapel bevinden zich fresco's uit de 14e eeuw, waarop Sainte Catherine en Christus staan afgebeeld. De fresco's zijn een Monument historique. De haven beschut de kapel van de begraafplaats Madona del Carmine.
Ten noorden van Erbalunga, in de wijk Cintolinu, bevindt zich het klooster van de Bénédictines du Saint Sacrement dat uit 1862 dateert. De kerk is gewijd aan het Eucharistische Hart van Jezus. Het was vroeger een kostschool voor meisjes.

## Geschiedenis
Erbalunga was al een haven in de tijd van de Feniciërs. Eens was Erbalunga een belangrijker Corsicaans handelscentrum dan Bastia of Ajaccio. Met de stijgende export van wijn en olijfolie, werd Erbalunga in de 11e eeuw de hoofdstad van een onafhankelijke seigneurie, dat door de da Gentile familie werd geregeerd, die in het palazzu woonden dat thans de Place de Gaulle overheerst.

## Galerij

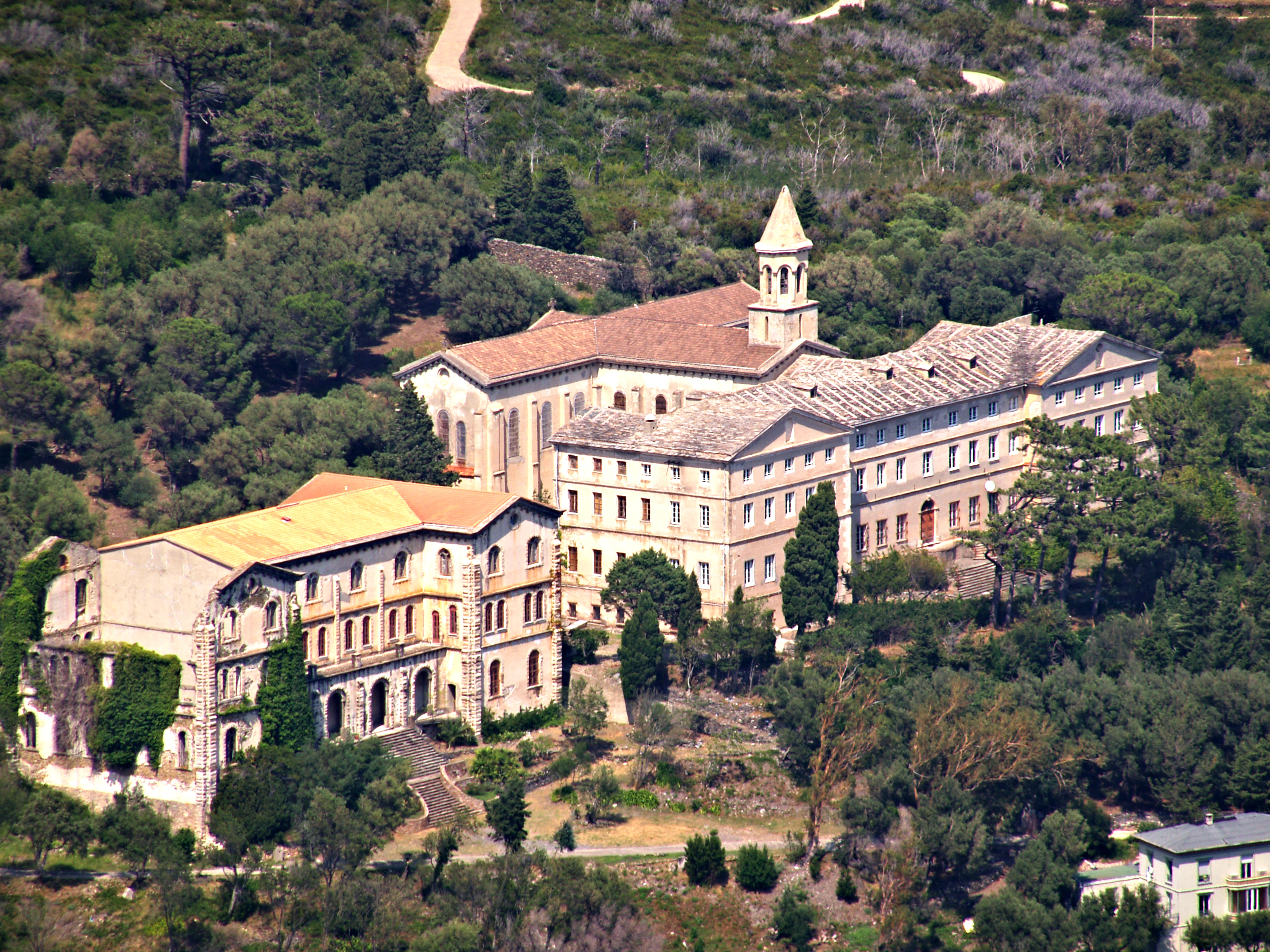
Klooster van de Bénédictines
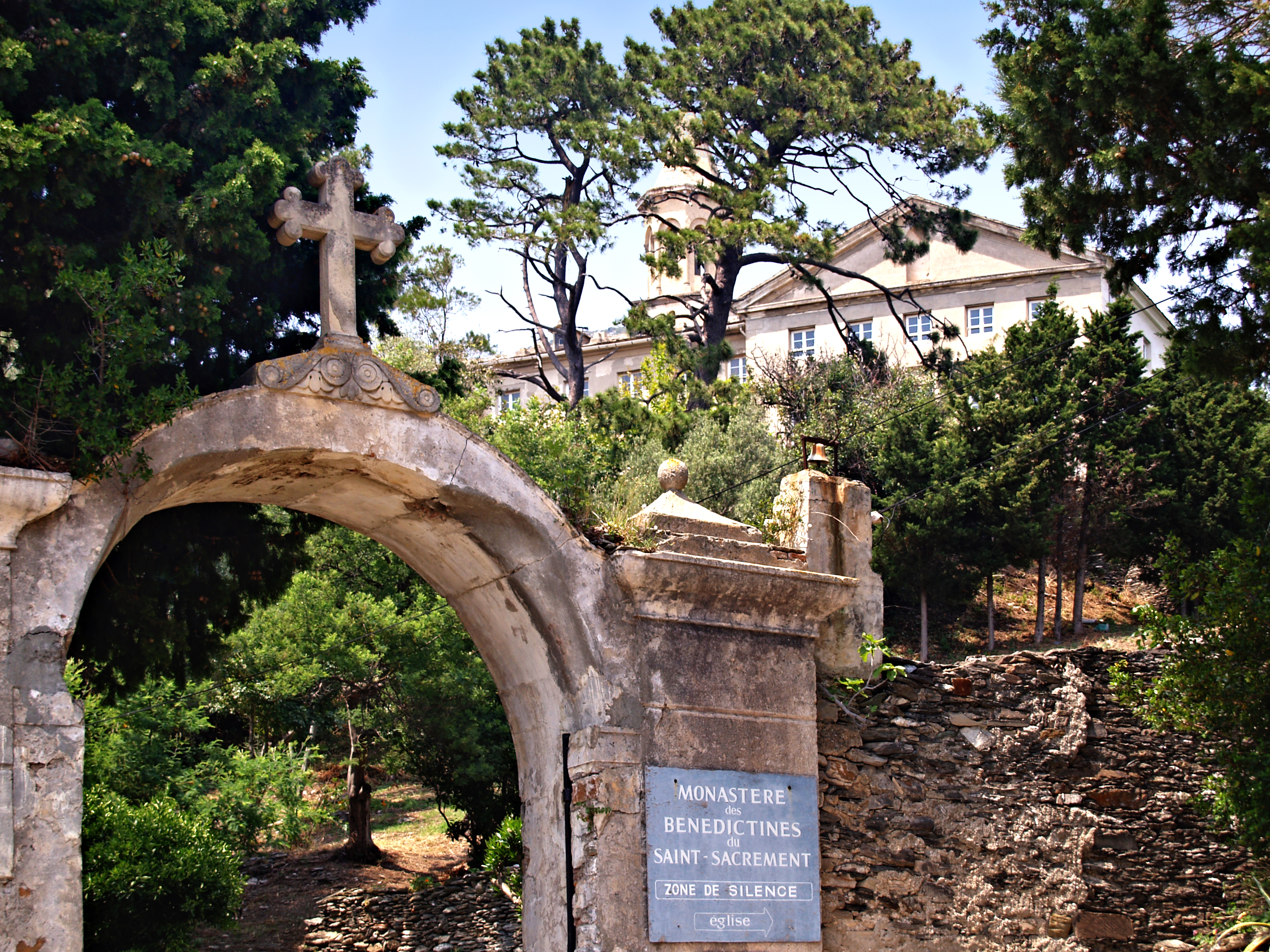
Ingang van het klooster
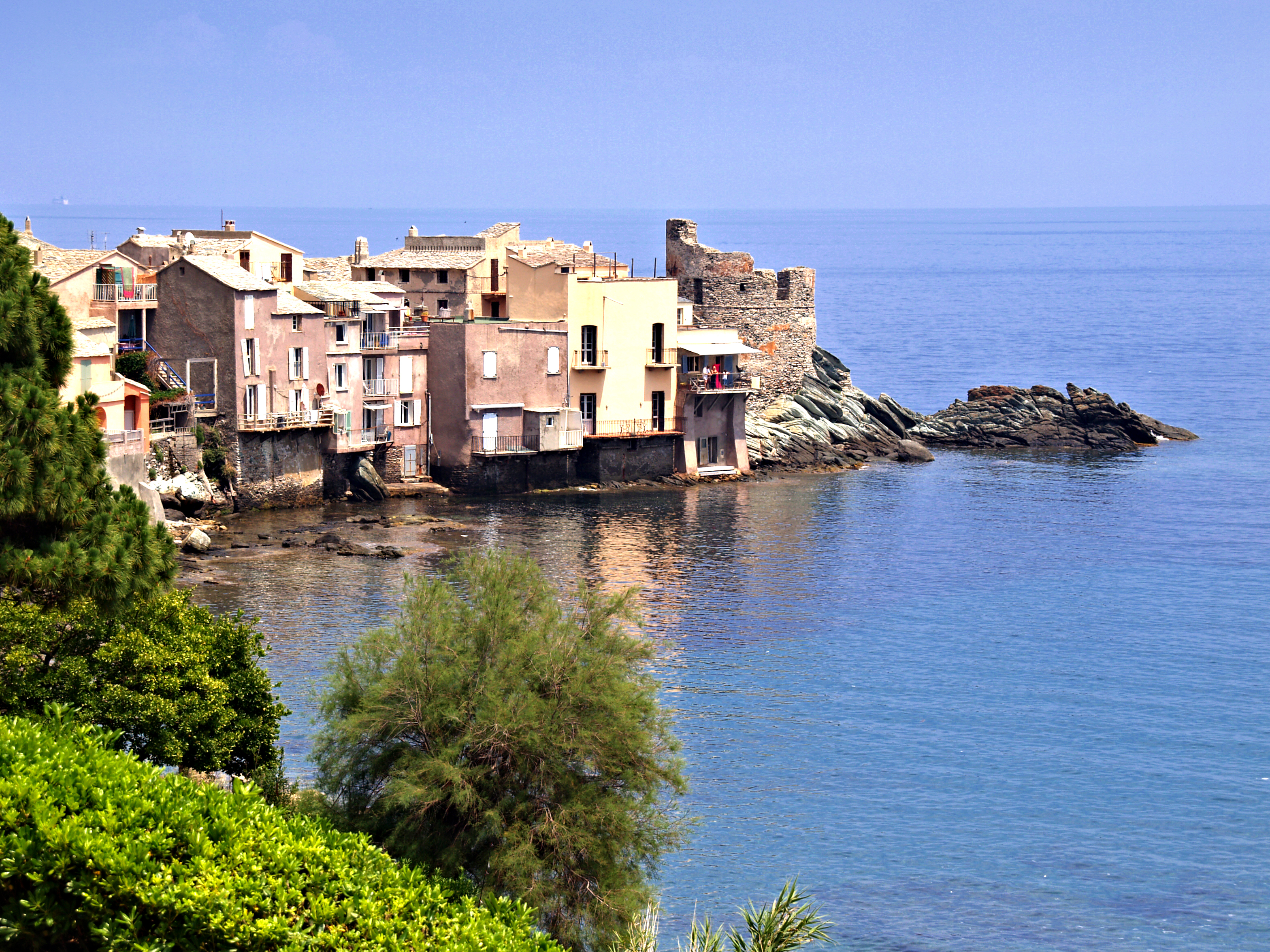
De zee rond Erbalunga
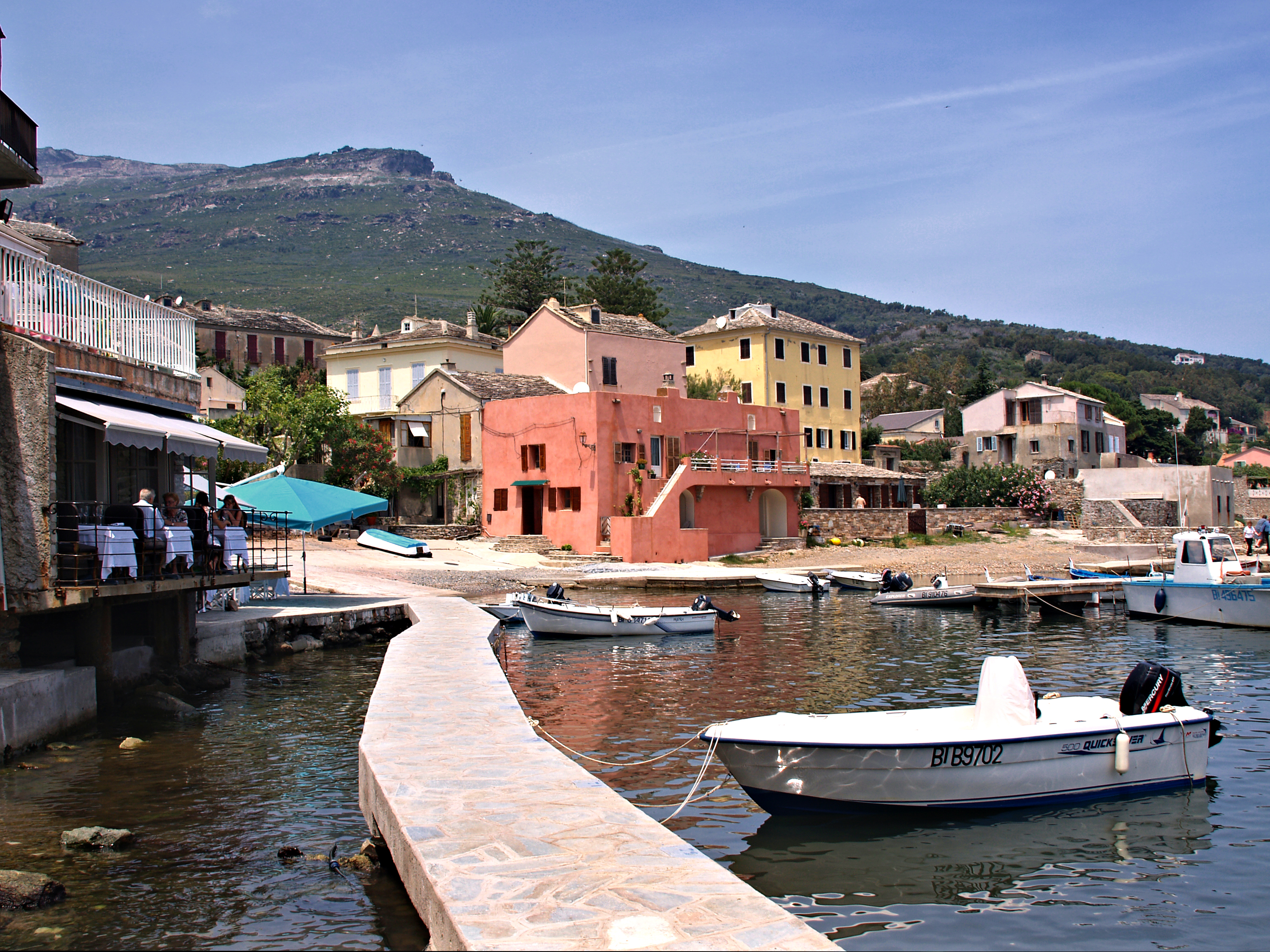
De haven
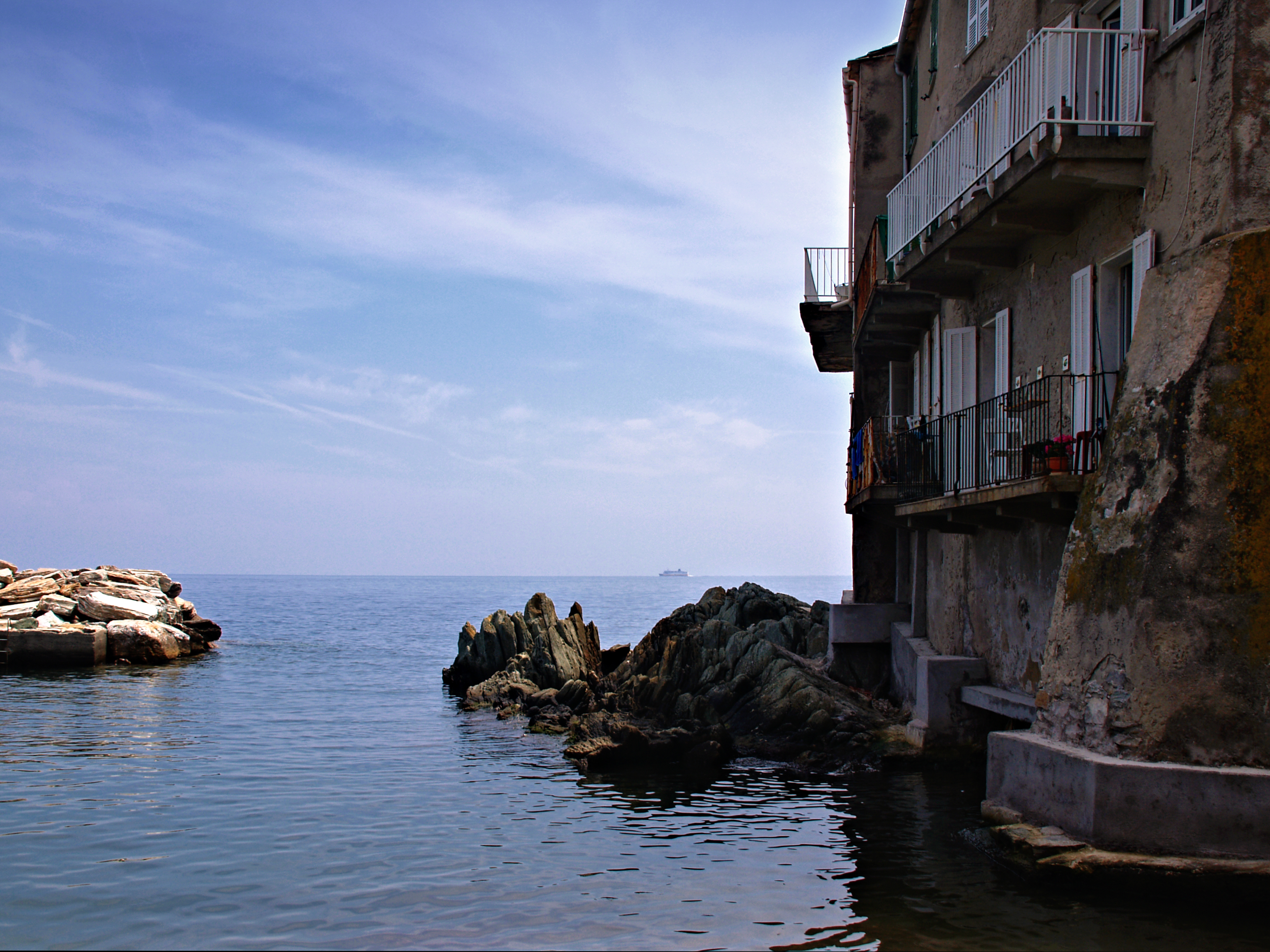
De doorvaart van de haven
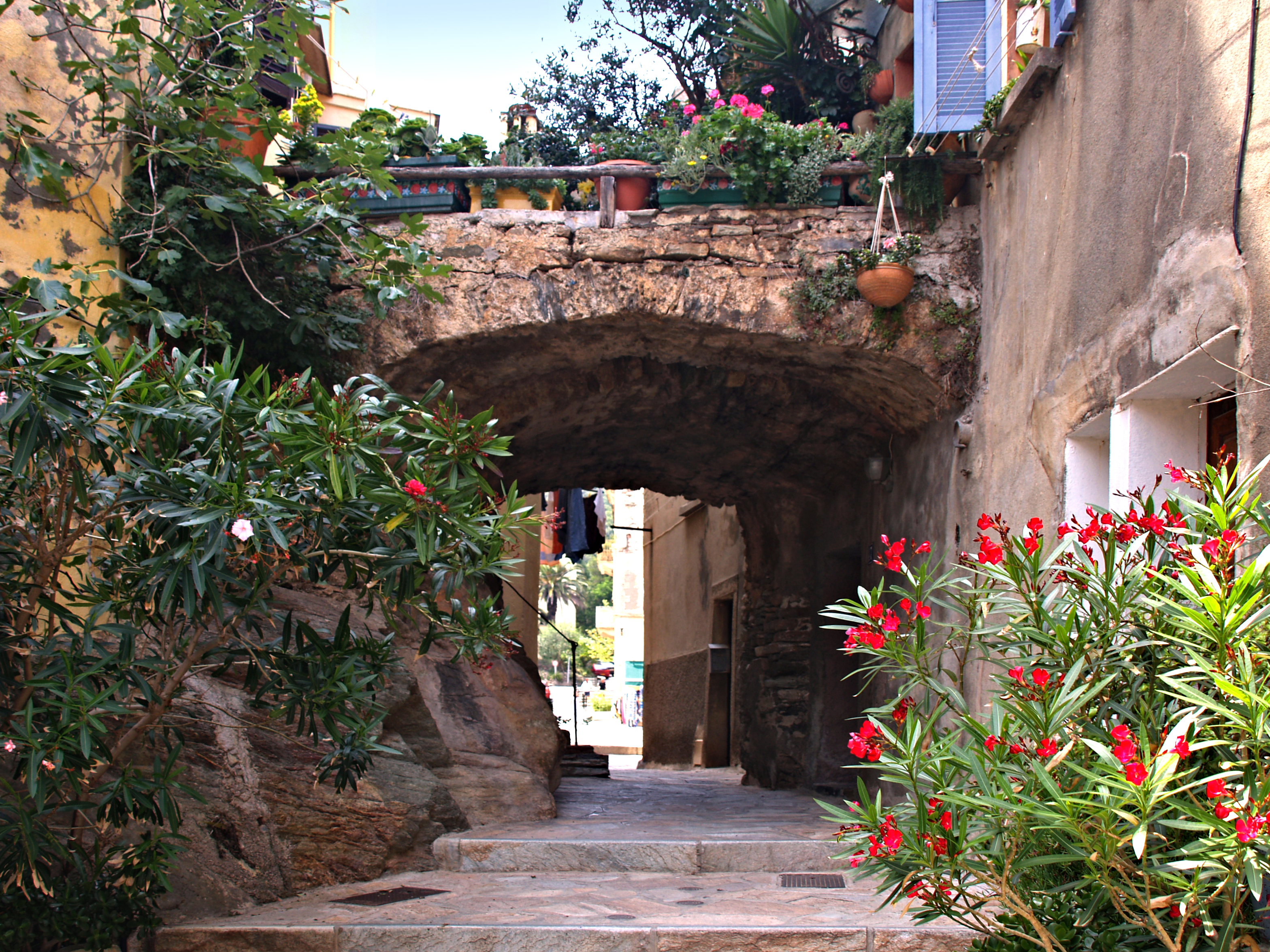
In de steegjes van de Torra d'Erbalunga